# Старосілля (Роздільнянський район)
Старосі́лля (до 25.09.2024 – Старостине, до 01.02.1945 — Слободзея Українська) — село в Україні, в Роздільнянській міській громаді Роздільнянського району Одеської області. Адміністративний центр Чобручанського старостинського округу. Населення становить 600 осіб.

## Історія
Село було засноване в 1921 році вихідцями з молдовського села Слободзея. У 1932 р. с. Слободзея Українська перейменовано на Старостине, на честь Старостіна Петра Івановича (1883-1918) ‒ організатора більшовицького збройного заколоту проти УНР в Одесі (1918 р.), 30.01. – 17.02.1918 р. ‒ виконавчий комісар, 18.02 ‒ 13.03.1918 р. ‒ голова обласного виконавчого комітету Ради Робітничих та Селянських Депутатів; нарком праці та промисловості т. зв. Одеської Радянської республіки (1918 р.).
Станом на 1 вересня 1946 року село входило до складу Велізарівської сільської Ради.
На 1 травня 1967 року у селі знаходився господарський центр колгоспу імені Фрунзе.
В рамках закону про декомунізацію піднималось питання перейменування села, також у селі була перейменована вулиця Фрунзе, нова назва – Центральна.
У результаті адміністративно-територіальної реформи село ввійшло до складу Роздільнянської міської територіальної громади та після місцевих виборів у жовтні 2020 року було підпорядковане Роздільнянській міській раді. До того село входило до складу ліквідованої Старостинської сільради та було її центром.
22 вересня 2022 року Роздільнянська міська рада в рамках дерусифікації перейменувала у селі вулицю Лермонтова на Фермерську.
19 вересня 2024 року Верховна Рада України підтримала перейменування села Старостине на Старосілля в рамках декомунізації. 26 вересня 2024 року перейменування набуло чинності.

## Населення
Згідно з переписом УРСР 1989 року чисельність наявного населення села становила 450 осіб, з яких 214 чоловіків та 236 жінок.
За переписом населення України 2001 року в селі мешкало 489 осіб.
2010 — 555 осіб;
2011 — 561 особа.

### Мова
Розподіл населення за рідною мовою за даними перепису 2001 року:
| Мова       | Відсоток |
| ---------- | -------- |
| українська | 92,58 %  |
| молдовська | 4,74 %   |
| російська  | 2,68 %   |